# Calea ferată Buda–Slănic
Linia de cale ferată Buda–Slănic este o cale ferată secundară din România, simplă, neelectrificată, ce servește pentru a lega orașele Ploiești și Slănic. Linia pornește din gara Buda de pe calea ferată Ploiești-Brașov și începe să urce pe un traseu sinuos, mărginit de dealuri și râurile Teleajen și Slănic, până la aproape 400 de metri, cota orașului Slănic. În prezent, calea ferată este destinată atât traficului de călători, cât și transportului de marfă (în principal, sare de la salina Slănic). A fost inaugurată la 10 decembrie 1883, fiind una dintre primele linii construite de Serviciul de Lucrări Noi al CFR.
În toamna lui 2007, podul de la Prăjani a fost afectat de inundații, ceea ce a dus la întreruperea traficului în zona respectivă. Astfel, trenurile au circulat pe linie doar până la stația Poiana Vărbilău, ceea ce a dus la înrăutățirea situației economice a orașului Slănic. Podul a fost reparat după aproape 4 ani, în 2011 restabilindu-se circulația trenurilor până la Slănic.

## Transferul transportului de călători către operatori privați
În ianuarie 2012, la scurt timp după restabilirea circulației pe linie, CFR a decis să anuleze trenurile de persoane către Slănic, linia fiind folosită de atunci exclusiv pentru transport de marfă. În același an, CFR SA a organizat licitații pentru închirierea pe patru ani a liniei incluse în infranstructura neinteroperabilă, iar la 25 mai 2012 licitația a fost câștigată de compania Transferoviar Calatori care opereaza pe această linie din 2013.